# Поромна переправа Баку — Туркменбаші
Поромна переправа Баку — Туркменбаші— залізнично-пасажирська переправа на Каспійському морі між містами Баку (Азербайджан) і Туркменбаші (колишній Красноводськ, Туркменістан). Відстань — 306 км. Вперше про плани створення такої переправи повідомила газета «Вечерняя Москва» в серпні 1929 року, проте діяти переправа почала лише в 1963 році. Першими суднами на цій переправі стали пороми типу «Совєтський Азербайджан» (проєкт 721) виробництва заводу «Красное Сормово». Ці судна будувалися з 1962 по 1968 рік. Пізніше вони були замінені суднами, побудованими на верфі «Ульяник» в Югославії. 
Станом на 2006 рік тривалість переправи становила 12 годин. Кожен з поромів бере на борт 28 залізничних вагонів і 200 пасажирів. Всі вісім суден, що працюють на переправі, ходять під азербайджанським прапором.